# غالياني (مترو باريس)
غالياني (بالفرنسية: Gallieni)‏ هي محطة مترو تابعة لمترو باريس تقع في فرنسا في باينوليه.[بحاجة لمصدر]